# Luis Videgaray
Luis Videgaray Caso (Ciudad de México, 10 de agosto de 1968) es un político, diplomático, economista, funcionario y profesor universitario mexicano. Fue secretario de Relaciones Exteriores durante el gobierno de Enrique Peña Nieto del 4 de enero de 2017 al 30 de noviembre de 2018. Además de 2012 a 2016 fungió como secretario de Hacienda y Crédito Público. 
Fue coordinador de campaña del entonces candidato del Partido Revolucionario Institucional (PRI) a la presidencia, Enrique Peña Nieto. Tras su triunfo en las elecciones de 2012, Videgaray encabezó el equipo de transición del presidente electo y lideró las negociaciones para concretar la firma del Pacto por México. De 2009 a 2011, Videgaray fue diputado federal y presidente de la Comisión de Presupuesto y Cuenta Pública en la Cámara de Diputados; y de 2005 a 2009 fungió como Secretario de Finanzas en el gobierno del Estado de México.
En 2021 fue inhabilitado por diez años a ser funcionario por la Secretaría de la Función Pública.El exfuncionario indicó que impugnaría la decisión oficial.En marzo de 2024, la inhabilitación fue anulada por unanimidad por el Décimo Octavo Tribunal Colegiado en Materia Administrativa del Primer Circuito.

## Biografía
Nació en el Distrito Federal el 10 de agosto de 1968, hijo de Luis Videgaray Alzada y Trinidad Guadalupe Caso Robles, realizó estudios de Economía en el Instituto Tecnológico Autónomo de México (ITAM), en donde presidió el Consejo de Alumnos. Se graduó en 1994 con la tesis de licenciatura «Fallas del mercado, regulación e incentivos: el caso de la privatización de los puertos mexicanos», por la que obtuvo el Premio Banamex de Economía en 1995. Obtuvo el doctorado en Economía, con especialidad en Finanzas Públicas, por el Instituto de Tecnología de Massachusetts (MIT), donde defendió la tesis «The Fiscal Response to Oil Shocks» («La respuesta fiscal a los choques petroleros») en 1998. Posteriormente ejerció la docencia en el propio ITAM y la Universidad Iberoamericana.
Videgaray tiene experiencia en el sector privado, particularmente en la banca de inversión. 

## Carrera política
En 1987 ingresó al Partido Revolucionario Institucional como parte del Frente Juvenil Revolucionario. Entre 1992 y 1994 fue asesor del secretario de Hacienda y Crédito Público Pedro Aspe Armella, asesor del secretario de Energía (1996) y director de Finanzas Públicas de la empresa de consultoría "PROTEGO Asesores" de Pedro Aspe (2001-2005). Entre los proyectos a su cargo destacó el financiamiento de la deuda pública de los estados de México, Sonora, Oaxaca y Durango.

### Secretario de Finanzas del Estado de México
El 15 de septiembre de 2005, cuando Enrique Peña Nieto rindió protesta como gobernador del Estado de México, Luis Videgaray se integró a su gabinete como secretario de Finanzas, Planeación y Administración, puesto que ocupó durante casi cuatro años hasta el 31 de marzo de 2009. Entre 2008 y 2009 fue Coordinador Nacional de los secretarios de Finanzas estatales. Durante su gestión se implementaron medidas de disciplina fiscal y modernización del sector público. Durante su gestión se mejoró la calificación crediticia y se obtuvo por primera vez en la historia de la entidad el grado de inversión. Los ingresos propios del estado se incrementaron en más de 150% sin subir impuestos.[cita requerida] Esto fue posible ampliando la base de contribuyentes y haciendo más eficiente el proceso recaudatorio. También se refinanció la deuda por 25 mil millones de pesos a 25 años con una tasa 30% menor. Esta transacción obtuvo el reconocimiento “Deal of the Year” de la revista Latin Finance. De igual forma, se desarrolló uno de los marcos jurídicos más completos del país en materia de proyectos para prestación de servicios y se ejecutaron los primeros proyectos estatales bajo este esquema en el país.[cita requerida]

### Diputado federal en la LXI Legislatura
En 2009, fue elegido diputado federal mediante representación proporcional como parte de la LXI Legislatura del Congreso de la Unión de México donde fue presidente de la Comisión de Presupuesto y Cuenta Pública. 
Entre las propuestas aprobadas durante su gestión en la Cámara de Diputados, se encuentran:
- Decreto de expedición de la Ley de Apoyo Solidario para los Adultos Mayores del Campo presentada en 2010.
- Proyecto de reformas y adiciones de diversas disposiciones de la Ley General de las Personas con Discapacidad de 2010.
- Proyecto de decreto que reforma y adiciona diversas disposiciones de la Ley Federal de Presupuesto y Responsabilidad Hacendaria de 2011.

El 29 de marzo de 2011, solicitó licencia para fungir como coordinador de campaña del entonces candidato a Gobernador del Estado de México, Eruviel Ávila.

### Coordinador de campaña

#### Coordinador de campaña de Eruviel Ávila
Luis Videgaray solicitó licencia de su cargo de legislador en 2011, para coordinar la campaña de Eruviel Ávila al gobierno del Estado de México, candidatura en la que él mismo fue señalado como posible ocupante. Al mismo tiempo se desempeñó como presidente del Comité Directivo Estatal del PRI. Eruviel Ávila resultó ganador durante la contienda electoral llevada a cabo el 3 de julio de 2011 con 61.47% de los votos de dicho estado, seguido por Alejandro Encinas Rodríguez con 21.6%.

#### Coordinador de campaña de Enrique Peña Nieto
Tras el triunfo de Eruviel Ávila, Videgaray fue designado por Enrique Peña Nieto como su coordinador campaña para las elecciones presidenciales de 2012, lo que hizo público mediante anuncio realizado el 14 de diciembre de 2011.

#### Coordinador del equipo transición
Después de la victoria de Peña Nieto, se formó un equipo que coordinaría las fuerzas políticas del país y la preparación de la toma de posesión del nuevo gobierno. El equipo estuvo formado por Luis Videgaray, Miguel Ángel Osorio Chong y Jesús Murillo Karam, el primero de ellos como encargado de «políticas públicas», el segundo como coordinador de «diálogo y acuerdo político» y el último como coordinador de «asuntos jurídicos».
En septiembre de 2012, el presidente electo conformó un nuevo equipo de 45 personas con miras a efectuar la transición entre el gobierno de Felipe Calderón y el suyo. Como coordinador de dicho equipo se designó a Luis Videgaray. Con tal carácter, Videgaray participó en la toma de acuerdos políticos como el Pacto por México, ya que junto con Osorio Chong, conformaría la representación del equipo de transición y del Partido Revolucionario Institucional en las mesas de trabajo para la toma de acuerdos, donde participaron además Gustavo Madero y Santiago Creel, representando al Partido Acción Nacional y Jesús Ortega y Jesús Zambrano, representando al Partido de la Revolución Democrática.

### Secretario de Hacienda y Crédito Público
Al terminar el periodo de transición, el 30 de noviembre de 2012, Videgaray Caso fue designado como secretario de Hacienda y Crédito Público. En el cargo, fue uno de los promotores de las reformas económicas del gobierno de Peña Nieto. Tal es el caso de la Reforma Financiera propuesta al Congreso de la Unión el 16 de abril de 2013, que fue promulgada el 9 de enero de 2014. Ese mismo mes, Videgaray fue nombrado por la revista londinense The Banker como "Secretario de Finanzas del Año".

#### Renuncia
En agosto de 2016, durante la campaña presidencial de Estados Unidos, el entonces candidato republicano Donald Trump fue recibido en la residencia oficial de Los Pinos por Enrique Peña Nieto. La visita ocasionó polémica en el país debido a la recepción de propuestas y comentarios del candidato sobre los mexicanos que fueron calificados de xenófobos y racistas. Poco después se hizo público que Videgaray fue responsable de organizar el encuentro, motivado por su relación con Jared Kushner, yerno y miembro de equipo de campaña de Donald Trump. El 7 de septiembre de 2016, Videgaray renunció a la Secretaría de Hacienda.

### Secretario de Relaciones Exteriores
El 4 de enero de 2017, fue nombrado secretario de Relaciones Exteriores por el presidente Peña Nieto. Uno de los principales ámbitos de acción durante su mandato fue impulsar las relaciones con Estados Unidos, en conjunto con otras Dependencias del Gobierno Federal, en el ámbito de la relación política y de cooperación, así como fortalecer la red consular en apoyo a la población mexicana residente en dicho país.
Videgaray negoció con funcionarios de la Administración del presidente Donald J. Trump bajo un enfoque de responsabilidad compartida en materia de seguridad, en defensa del libre comercio y de los migrantes mexicanos.
En temas latinoamericanos, Videgaray mantuvo una participación activa en el proceso de negociación entre la oposición venezolana y el gobierno de Nicolás Maduro.
En temas multilaterales, Videgaray firmó, en nombre del Gobierno de México, el Tratado sobre la Prohibición de Armas Nucleares, el primer documento de su tipo.
Bajo su mandato, la normativa que sustenta al Servicio Exterior Mexicano fue reforzada, tanto con una actualización al reglamento de la ley de este cuerpo colegiado de carrera, como con una reforma de fondo que ambas cámaras del Congreso mexicano aprobaron por unanimidad.

## Controversias

### Caso Monex
Durante el desarrollo de las elecciones federales de 2012, Videgaray fue relacionado con el «Caso Monex», donde miembros del Partido Revolucionario Institucional fueron acusados de utilizar la institución bancaria del mismo nombre con el fin de comprar votos. El Instituto Federal Electoral (hoy Instituto Nacional Electoral) desestimó las acusaciones como sin fundamento.

### Declaraciones patrimoniales e inhabilitación para ocupar cargos públicos
El 11 de mayo de 2021 la Secretaría de la Función Pública inhabilitó a Videgaray para ocupar cargos públicos por diez años tras presuntamente haber mentido en sus declaraciones patrimoniales por tres años consecutivos. El anuncio, efectuado el 8 de junio de 2021, no fue emitido previamente por el gobierno derivado de la veda electoral existente. El exfuncionario indicó que impugnaría la decisión oficial.En marzo de 2024, la inhabilitación fue anulada por unanimidad por el Décimo Octavo Tribunal Colegiado en Materia Administrativa del Primer Circuito.

## Premios y reconocimientos
- Como secretario de Hacienda, Luis Videgaray recibió el reconocimiento como Mejor Secretario de Finanzas del Año por Euromoney[37] y la revista The Banker.[38]
- La revista estadounidense Foreign Policy lo eligió como uno de los 100 Pensadores Globales en 2014.[39]